# Tibiaster wunderlichi
Tibiaster wunderlichi is een spinnensoort in de taxonomische indeling van de hangmatspinnen (Linyphiidae).
Het dier behoort tot het geslacht Tibiaster. De wetenschappelijke naam van de soort werd voor het eerst geldig gepubliceerd in 1995 door Kirill Yuryevich Eskov.